# Thomas Reginald Price
Thomas Reginald Price, britanski general, * 1894, † 1978.